# Crocidura usambarae
Crocidura usambarae је сисар из реда Soricomorpha.

## Угроженост
Ова врста се сматра угроженом.

## Распрострањење
Ареал врсте је ограничен на једну државу. 
Танзанија је једино познато природно станиште врсте.

## Станиште
Станиште врсте су шуме.